# Brachystele unilateralis
Brachystele unilateralis är en orkidéart som först beskrevs av Jean Louis Marie Poiret, och fick sitt nu gällande namn av Rudolf Schlechter. Brachystele unilateralis ingår i släktet Brachystele och familjen orkidéer. Inga underarter finns listade i Catalogue of Life.

## Bildgalleri

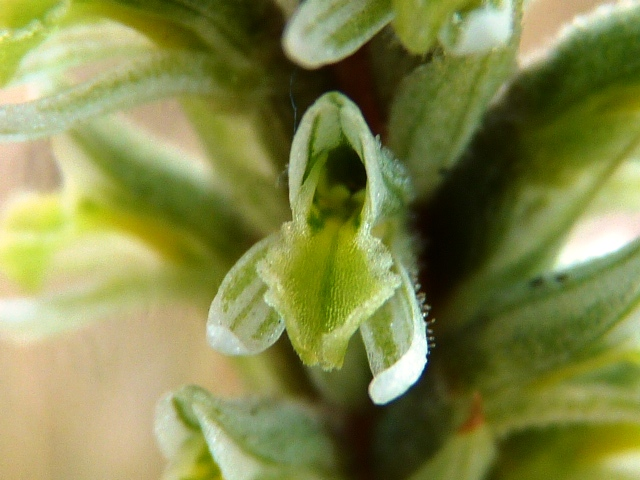
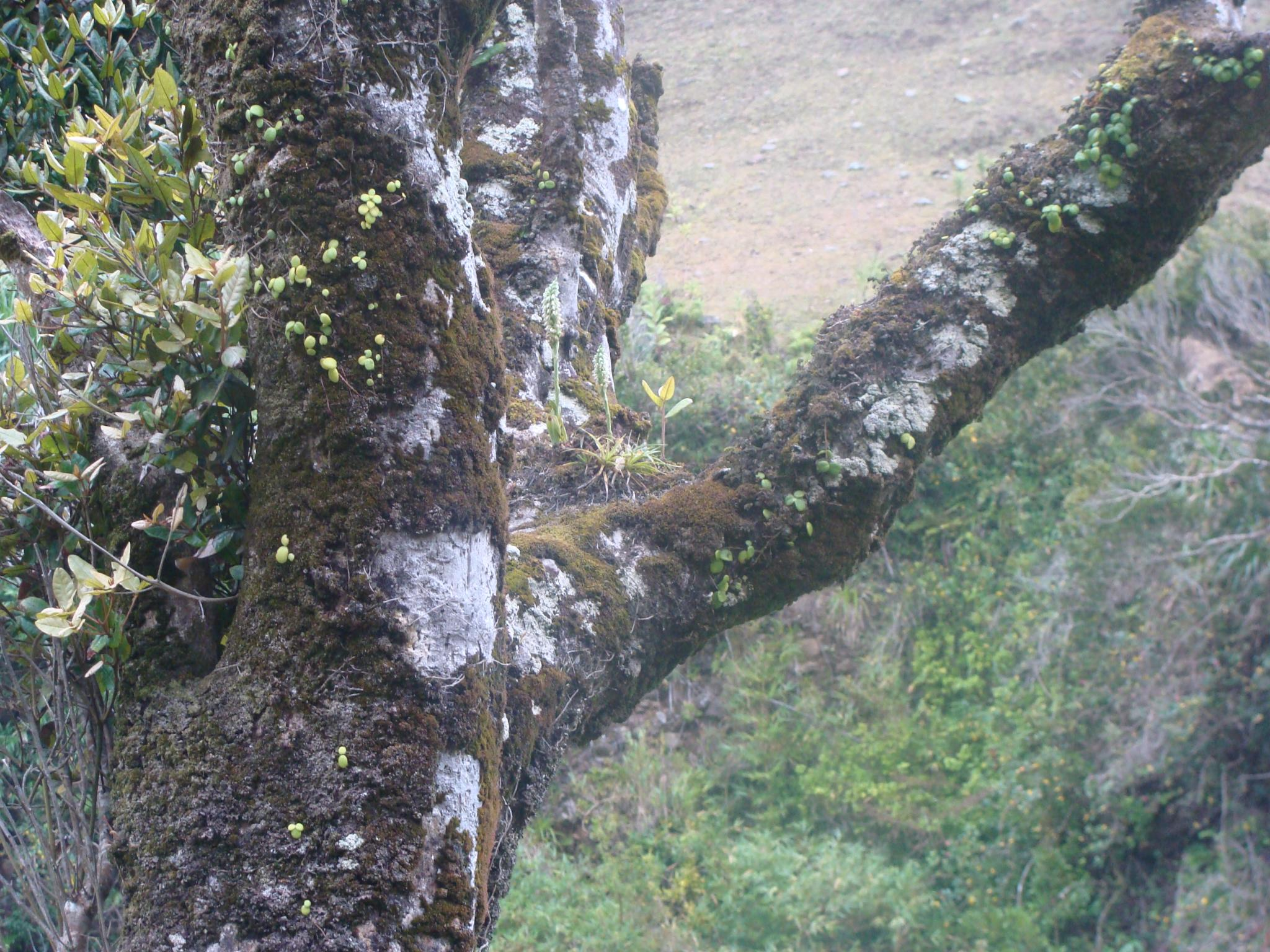
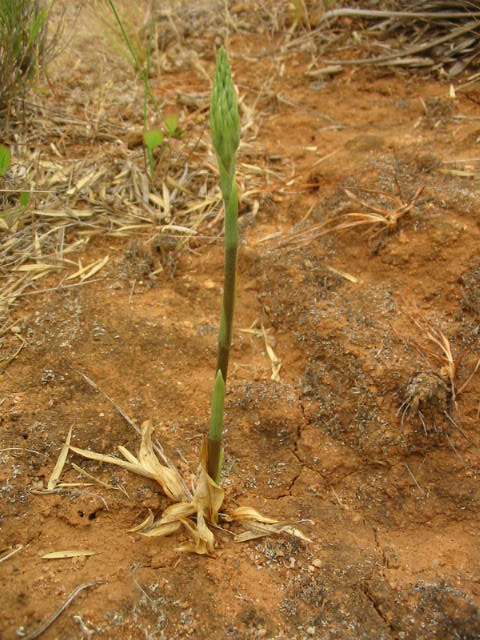
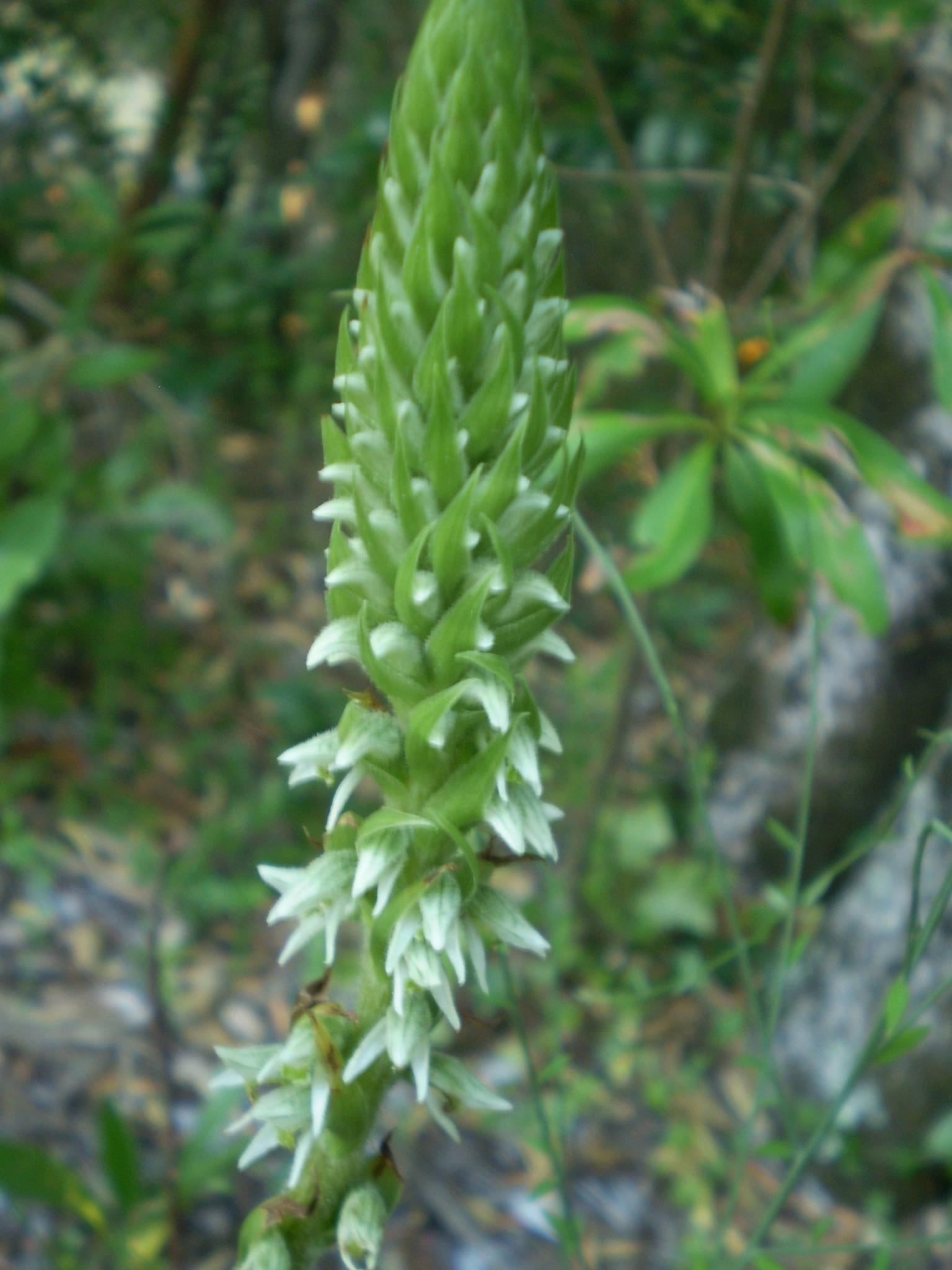
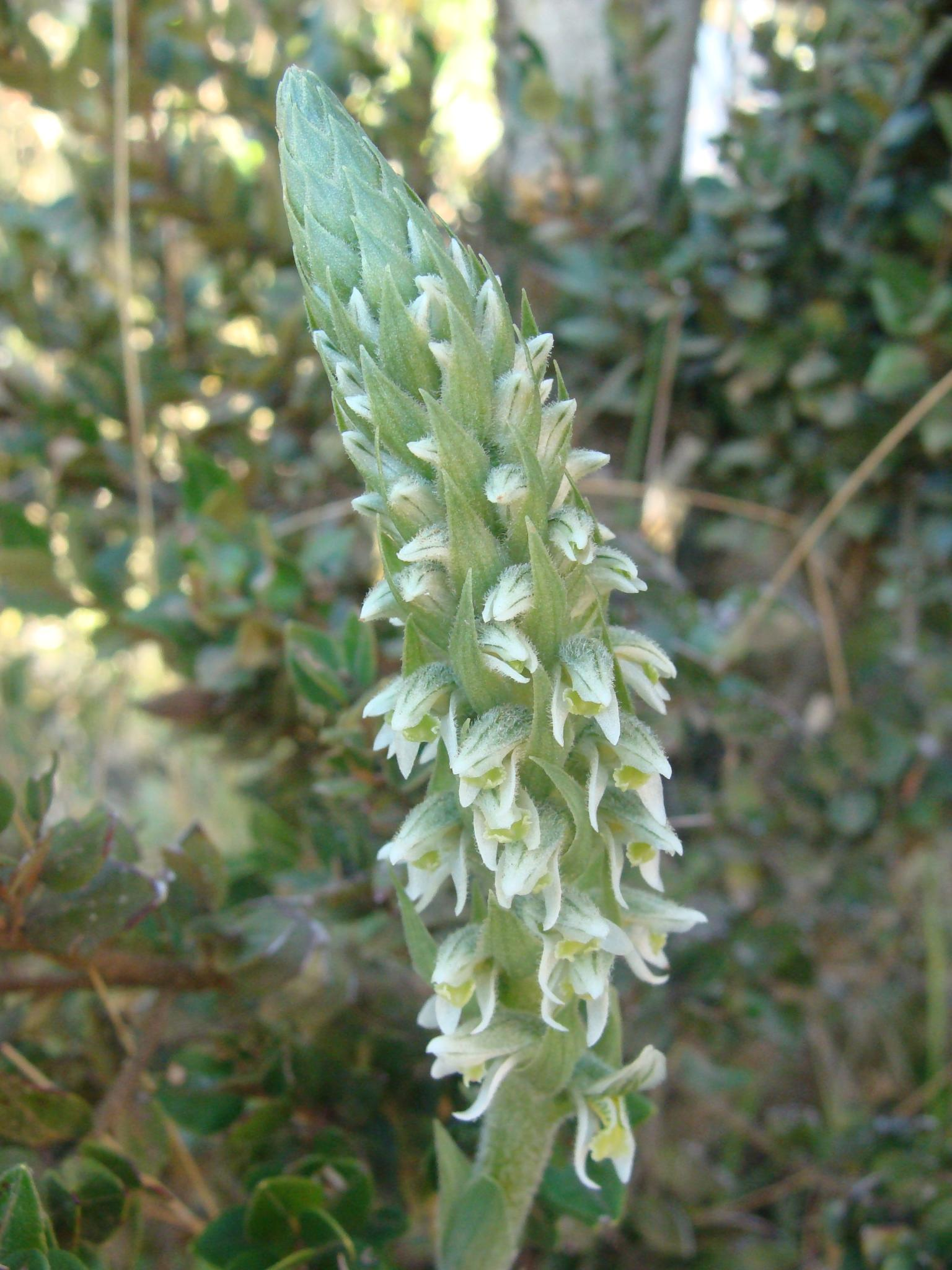
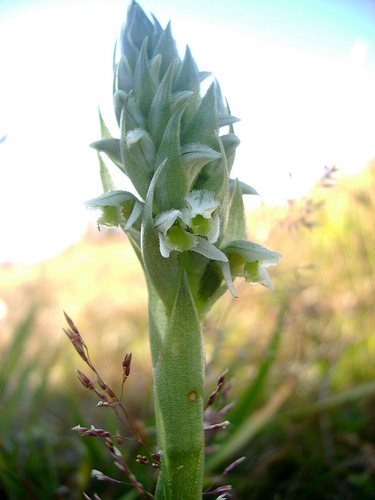